# Rejon hajsyński (1923–2020)
Rejon hajsyński – jednostka administracyjna w składzie obwodu winnickiego Ukrainy.
Powstał w 1925 roku. Miał powierzchnię 1100 km² i liczył około 57 tysięcy mieszkańców. Siedzibą władz rejonu był Hajsyn.
W skład rejonu wchodziły: jedna rada miejska i 26 rad wiejskich, obejmujących 55 wsi i siedem osiedli.

## Miejscowości rejonu
- Adamiwka (Адамівка)
- Basałycziwka (Басаличівка)
- Bereżne (Бережне)
- Bonduri (Бондурі)
- Borsuki[2] (Борсуки)
- Bubniwka (Бубнівка)
- Burjany (Бур'яни)
- Charpaczka (Харпачка)
- Chorosza (Хороша)
- Czeczeliwka (Чечелівка)
- Dmytrenky (Дмитренки)
- Hajsyn (Гайсин)
- Hnatiwka (Гнатівка)
- Granów[3] (Гранів)
- Hruźke (Грузьке)
- Hubnyk (Губник)
- Hubnyk (Губник)
- Huncza (Гунча)
- Jarmolińce[4] (Ярмолинці)
- Karbiwka (Карбівка)
- Karbiwśke (Карбівське)
- Kyslak (Кисляк)
- Kibłycz (Кіблич)
- Kosanowe (Косанове)
- Koczuriw (Кочурів)
- Krasnopiłka (Краснопілка)
- Krutohorb (Крутогорб)
- Kuźmynci (Кузьминці)
- Kuna (Куна)
- Kunka (Кунка)
- Kuszczynci (Кущинці)
- Ładyżynśki Chutory (Ладижинські Хутори)
- Łuhy (Луги)
- Lisna Polana (Лісна Поляна)
- Marjaniwka (Мар'янівка)
- Mełeszkiw (Мелешків)
- Mytkiw (Митків)
- Michałówka[5] (Михайлівка)
- Mitłynci (Мітлинці)
- Młynky (Млинки)
- Narajiwka (Нараївка)
- Nowoseliwka (Новоселівка)
- Nosiwci (Носівці)
- Ohijiwka (Огіївка)
- Pawliwka (Павлівка)
- Rachny (Рахни)
- Rachniwka (Рахнівка)
- Roziwka (Розівка)
- Semyriczka (Семирічка)
- Sokolec[6][7] (Sokilci, Сокільці)
- Stepaszky (Степашки)
- Stepowe (Степове)
- Tymar (Тимар)
- Tyszkiwka (Тишківка)
- Tyszkiwśka Słoboda (Тишківська Слобода)
- Truboczka (Трубочка)
- Stepaszki (Степашки)
- Szczuriwci (Щурівці)
- Szura-Bonduriwśka (Шура-Бондурівська)
- Szura-Mitłynećka (Шура-Мітлинецька)
- Zariczczia (Заріччя)
- Ziatkiwci (Зятківці)
- Ziatkiwci (Зятківці)
- Żerdeniwka (Жерденівка)